# Urban Sprinter 100
Urban Sprinter 100 bezeichnet einen von dem niederländischen Schiffsarchitekturbüro CoCo Yachts in Gorinchem auf Basis ihres Urban Sprinters entworfenen Schiffstyp von Doppelendfähren. Von dem als Katamaran konzipierten Typ wurden zwei Einheiten für die niederländische Reederei Riveer in Gorinchem gebaut, die sie im Fährverkehr über die Merwede einsetzt.

## Geschichte
Die Fähren wurden von der niederländischen Werft Holland Shipyards gebaut. Die aus Aluminium gefertigten Rohbauten der Fähren wurden von der polnischen Werft Alumare in Świnoujście zugeliefert. Die Kiellegung der Fähren erfolgte am 15. Dezember 2021.
Die Fähren wurden am 28. Juni 2023 getauft. In Dienst gestellt wurden die Fähren Anfang Januar 2024. Sie verkehren über die Merwede zwischen Gorinchem, Sleeuwijk, Hardinxveld-Giessendam, Werkendam und Woudrichem. Ursprünglich war die Betriebsaufnahme bereits Anfang 2023 vorgesehen, es kam beim Bau jedoch insbesondere durch Lieferengpässe zu Verzögerungen. Auch die geplante Indienststellung Mitte 2023 musste verschoben werden.
Der Bau der am 1. Oktober 2021 bestellten Fähren kostete 9,3 Mio. Euro und wurde von den Gemeinden Altena und Gorinchem finanziert. Die Gorinchem XII wurde im November 2024 mit dem „Ship of the Year Award“ der Koninklijke Nederlandse Vereniging van Technici op Scheepvaartgebied (KNVTS) ausgezeichnet.

## Beschreibung
Die Fähren werden elektrisch von zwei permanenterregten Gleichstrommaschinen mit je 171 kW Leistung angetrieben. Die Motoren treiben je eine Propellergondel mit zwei gegenläufigen Propellern an den beiden Enden der Fähren an. Für die Stromversorgung stehen Akkumulatoren mit einer Kapazität von 603 kWh zur Verfügung. Die Akkumulatoren können während der Liegezeit in Gorinchem geladen werden.
Die Fähren verfügen auf dem Hauptdeck über einen Aufenthaltsbereich für die Fahrgäste. An beiden Enden der Fähren befinden sich herunterklappbare Rampen. Die Passagierkapazität wird mit 100 Personen angegeben. Zusätzlich können 100 Fahrräder befördert werden.
Das Steuerhaus ist mittig auf die Aufbauten aufgesetzt.

## Schiffe
| Urban Sprinter 100 | Urban Sprinter 100 | Urban Sprinter 100 | Urban Sprinter 100 |
| Bauname            | Baunr.             | ENI-Nr.            | Ablieferung        |
| ------------------ | ------------------ | ------------------ | ------------------ |
| Gorinchem XII      |                    | 02340086           | 2023               |
| Altena VI          |                    | 02340087           | 2023               |